# Paul Apovnik
Paul Apovnik (* 28. Juni 1935 in Schattenberg, Kärnten) ist ein österreichischer Kärntner slowenischer Jurist, Publizist und Lexikograph.

## Leben
Paul Apovnik stammt aus einer Kärntner slowenischen Familie in Schattenberg/Senčni kraj in der ehemaligen Gemeinde Loibach, heute Stadtgemeinde Bleiburg/Pliberk. Die Erfahrungen in der Volksschule Bleiburg in den Kriegsjahren 1941 bis 1945, als Lehrern und Schulkindern die Verwendung der slowenischen Sprache streng verboten war, prägten sein Leben und Wirken für die „verbotene“ slowenische Sprache.
Von 1947 bis 1955 besuchte Apovnik das Bundesgymnasiums in Tanzenberg und das Bundesrealgymnasiums in Klagenfurt. Anschließend studierte er von 1955 bis 1960 Rechtswissenschaften an der Universität Wien mit anschließender Gerichtspraxis in Klagenfurt. 1961 trat er in den Verwaltungsdienst des Landes Kärnten ein, wo er in den Bezirkshauptmannschaften Villach, Wolfsberg und Völkermarkt tätig war. Von 1964 bis 1973 war er Stellvertreter des Bezirkshauptmanns in Völkermarkt und von 197 bis 1994 im Amt der Kärntner Landesregierung tätig, zuletzt als Leiter des Volksgruppenbüros für die slowenische Volksgruppe.

## Öffentliches Wirken
Nach Beendigung des Studiums war Paul Apovnik zunächst ehrenamtlich in den politischen Vertretungsorganisationen der Kärntner Slowenen tätig. 1975 trat er als Spitzenkandidat der Enotna lista bei den Landtagswahlen an. Die erreichte Stimmenanzahl von 6.130 reichte jedoch für ein Landtagsmandat nicht aus.
Einen Schwerpunkt seines Wirkens neben der Berufstätigkeit als Beamter bilden zahlreiche Vorträge und Seminare über die slowenische Rechtssprache und die jahrelange Betreuung des Lehrauftrages Slowenische Rechts- und Verwaltungssprache an der Universität Graz und Slowenische Wirtschaftssprache an der Universität Klagenfurt. Das Ergebnis langjähriger Arbeit ist das gemeinsam mit Ludwig Karničar verfasste deutsch-slowenische und slowenisch-deutsche Wörterbuch der Rechts- und Wirtschaftssprache sowie das mit zwei Koautoren verfasste slowenische Rechtslexikon (Slovenski pravni leksikon).

## Auszeichnungen
- 2005: Zlati red za zasluge Republike Slovenije (Goldene Verdienstmedaille der Republik Slowenien)
- 2000: Joško-Tischler-Preis des Rates der Kärntner Slowenen und des Christlichen Kulturverbandes
- 1995: Großes Goldenes Ehrenzeichen des Landes Kärnten

## Schriften
- Apovnik, Paul/Karničar, Ludwig: Wörterbuch der Rechts- und Wirtschaftssprache, Teil I: Deutsch-slowenisch. Kommissionsverlag der Manz’schen Verlags- und Universitätsbuchhandlung, Wien 1989.
- Apovnik, Pavel/Karničar, Ludvik: Slovar pravnega in ekonomskega jezika, 2. del: slovensko-nemški. Manz’sche Verlags- und Universitätsbuchhandlung, Wien 1996, ISBN 3-214-05651-4.
- Apovnik, Pavel/Primožič, Karlo/Feri, Aleksander: Slovenski pravni leksikon z nemškimi in italijanskimi ustreznicami geselskih besed. Ljubljana: OST – svetovalne storitve: Društvo znanstvenih in tehniških prevajalcev Slovenije, 1999, ISBN 961-90726-0-X (Slowenisches Rechtslexikon mit deutschen und italienischen Entsprechungen für die Lexikonstichwörter)
- Apovnik, Pavel: Kultura Koroških Slovencev in njen odnos od kulture sosedov. In: Celovški Zvon. II/3, Juni 1984 (PDF, 4 MB).
- Apovnik, Paul: Zum Stellenwert des Art. 7 des Staatsvertrages 1955. In: Das gemeinsame Kärnten / Skupna Koroška, Dokumentation des deutsch-slowenischen Koordinationsausschusses der Diözese Gurk. Band 10, Klagenfurt 1985, S. 280–301 (PDF, 7 MB).
- Apovnik, Paul: Beiräte – ein taugliches Instrument zur Lösung von Minderheitenfragen? In: Kärnten-Dokumentation, Band 10, Eine autonome Vertretung für die Kärntner Slowenen, Volksgruppenkongreß 1991 – Eisenkappel, Referate und Materialien. (hrsg. von Paul Apovnik/Ralf Unkart), Klagenfurt 1992, ISBN 3-901258-02-7, S. 49–57 (PDF, 5 MB).
- Apovnik, Pavel: Ne bode prazen jerbas moj. In: Milka Hartman, Zimske rože, izbrane pesmi. Mohorjeva založba. Celovec-Ljubljana-Dunaj 1998, ISBN 3-85013-535-7 (PDF, 2 MB).
- Apovnik, Paul: Zur Entstehung des deutsch-slowenischen und slowenisch-deutschen Wörterbuches der Rechts- und Wirtschaftssprache. In: Slowenen und Graz / Gradec in Slovenci, Monographie zur internationalen Tagung vom 27. 02. bis 1. März 2014 am Institut für Slawistik der Karl-Franzens-Universität Graz. (hrsg. von Ludwig Karničar/Andreas Leben), Graz 2014, S. 311–319 (PDF, 4 MB).
- Apovnik, Pavel: Kako je nastal 'Slovar pravnega in ekonomskega jezika' / Wie das 'Wörterbuch der Rechts- und Wirtschaftssprache' entstanden ist. In: Andreas Leben, Martina Orožen, Erich Prunč (Hrsg.): Beiträge zur interdisziplinären Slowenistik / Prispevki k meddisciplinarni slovenistiki. Festschrift für Ludwig Karničar zum 65. Geburtstag. Leykam, Graz 2014, ISBN 978-3-7011-0304-1, S. 39–46 (PDF, 5 MB).